# تپه حمام چغوری
تپه حمام چغوری مربوط به اواخر دوره صفوی است و در شهرستان اسدآباد، بخش مرکزی، روستای خاکریز واقع شده و این اثر در تاریخ ۱۲ تیر ۱۳۸۴ با شمارهٔ ثبت ۱۲۰۵۶ به‌عنوان یکی از آثار ملی ایران به ثبت رسیده است.